# Mandayo
Mandayo (llamada oficialmente San Xiao de Mandaio) es una parroquia española del municipio de Oza-Cesuras, en la provincia de La Coruña, Galicia.

## Entidades de población
Entidades de población que forman parte de la parroquia:
- Agüeiro (O Agüeiro)
- Baldrís
- Batán (O Batán)
- Casaqueimada (A Casaqueimada)
- Cimadevila
- Couso (O Couso)
- Cubelo (O Covelo)
- Lameiro (O Lameiro)
- Leirou
- Mangoño
- Parajal (O Paraxal)
- Petín
- Presa (A Presa)
- Quintá
- Recemonde
- Rocha (A Rocha)
- Sooquintá (Soquintá)
- Tarrío

## Despoblados
- Casanova (A Casanova)
- Freixeiro (O Freixeiro)

## Demografía
| Gráfica de evolución demográfica de Mandayo entre 2000 y 2019 |
|                                                               |
| Datos según el nomenclátor publicado por el INE.              |